# Wien Meidling
Wien Meidling – jedna z głównych stacji kolejowych w Wiedniu, w dzielnicy Meidling, w Austrii. Ma 4 dwu-krawędziowe perony. Po zamknięciu stacji Wien Südbahnhof, od 13 grudnia 2009 stacja końcowa dla pociągów Austriackiej Kolei Południowej.  

## Lokalizacja
Na poziomie ulicy Philadelphiabrücke z komunikacją tramwajową, która kursuje w kierunku północ-południe, łączy Meidlinger Hauptstraße i Edelsinnstraße/Eichenstraße z Breitenfurter Straße i Schedifkaplatz na swoim początku. Tory kolejowe przebiegają pod mostem w przekopie. Równolegle do mostu, jedną przecznicę dalej na wschód i piętro poniżej torów kolejowych, znajdują się wejścia z poziomu ulicy łączące perony z kasami biletowymi i sklepami z artykułami turystycznymi, poniżej tego, równolegle znajduje się stacja metra.  
Kolejne przejście dla pieszych pod torami kolejowymi, około 300 m na wschód w miejscu dawnego zabytkowego dworca Meidling przy Dörfelstraße, łączy budynek dworca przy Eichenstraße z peronami ÖBB i Kerschensteinergasse, która przebiega obok cmentarza Meidlingera. Pomiędzy przejściami znajdują się przystanki autobusowe wzdłuż Eichenstraße.

## Przebudowa[2]
Przebudowa wiedeńskiego dworca Meidling została uroczyście zakończona 30 listopada 2009 roku. Perony zostały całkowicie przebudowane, dostęp do wszystkich peronów bez barier umożliwiono za pomocą nowych wind, przebudowano oba tunele pasażerskie oraz ukończono budowę zupełnie nowej podziemnej hali dworcowej. Ponadto zbudowano ÖBB Club Lounge, aby zapewnić pasażerom dalekobieżnym niezbędny komfort.
Od 13 grudnia 2009 r. – w związku z późniejszą rozbiórką wiedeńskiej stacji Südbahnhof – Wien Meidling był stacją końcową dla większości pociągów Südbahn do 2014 r., a do 8 grudnia 2012 r. był również stacją końcową dla pociągów linii Pottendorf. Odkąd na przełomie 2014 i 2015 r. stacja główna, która została częściowo oddana do użytku 9 grudnia 2012 r., stacja Wien Meidling ponownie stała się tylko stacją przelotową. Wcześniej, w połowie 2014 r., zmieniono położenie niektórych torów na Ostkopf, aby uzyskać połączenie sześciotorowe – dwa tory głównej linii S-Bahn, dwa tory Südbahn i dwa tory linii Pottendorf – z Meidling do dworca głównego.